# Fußball-Club Sachsen Leipzig 1990 1995-1996
Questa voce raccoglie le informazioni riguardanti il Fußball-Club Sachsen Leipzig 1990 nelle competizioni ufficiali della stagione 1995-1996.

## Stagione
Nella stagione 1995-1996 il Sachsen Lipsia, allenato da Uwe Reinders, concluse il campionato di Regionalliga Nordest al 6º posto. In Coppa di Germania il Sachsen Lipsia fu eliminato al secondo turno dal Karlsruhe.

## Rosa
| N. |                     | Ruolo | Calciatore           |
| -- | ------------------- | ----- | -------------------- |
| 5  | Germania (bandiera) | C     | Frank Rietschel      |
|    | Germania (bandiera) | P     | Daniel Fröhlich      |
|    | Germania (bandiera) | P     | Ingo Saager          |
|    | Germania (bandiera) | P     | Frank Schöne         |
|    | Germania (bandiera) | D     | Steffen Hammermüller |
|    | Germania (bandiera) | D     | Jens Kahdemann       |
|    | Germania (bandiera) | D     | Frank Nierlich       |
|    | Germania (bandiera) | D     | Rico Pellmann        |
|    | Germania (bandiera) | D     | Sandro Raschke       |
|    | Lituania (bandiera) | D     | Vidas Savickas       |
|    | Germania (bandiera) | D     | Jens Thiemig         |
|    | Germania (bandiera) | D     | Jörg Wunderlich      |
|    | Germania (bandiera) | D     | Steffen Ziffert      |

| N. |                     | Ruolo | Calciatore            |
| -- | ------------------- | ----- | --------------------- |
|    | Germania (bandiera) | C     | Dennis Arbeiter       |
|    | Germania (bandiera) | C     | Torsten Feetz         |
|    | Germania (bandiera) | C     | Kay-Uwe Jendrossek    |
|    | Germania (bandiera) | C     | Sven Kaiser           |
|    | Germania (bandiera) | C     | Ronny Schilling       |
|    | Lituania (bandiera) | C     | Vidmantas Vysniauskas |
|    | Ucraina (bandiera)  | A     | Oleg Golovan          |
|    | Germania (bandiera) | A     | Marco Gräfe           |
|    | Germania (bandiera) | A     | Dirk Havel            |
|    | Germania (bandiera) | A     | Hans-Jörg Leitzke     |
|    | Germania (bandiera) | A     | Uwe Saalbach          |
|    | Germania (bandiera) | A     | André Schönitz        |

## Organigramma societario
Area tecnica
- Allenatore: Uwe Reinders, Joachim Steffens
- Allenatore in seconda:
- Preparatore dei portieri:
- Preparatori atletici:
- Analisi video:

## Calciomercato

### Sessione estiva
| Acquisti | Acquisti              | Acquisti          | Acquisti |
| R.       | Nome                  | da                | Modalità |
| -------- | --------------------- | ----------------- | -------- |
| A        | Marco Gräfe           | Lokomotive Lipsia |          |
| A        | Dirk Havel            | Bornaer SV        |          |
| C        | Antoni Jeleń          | Union Berlino     |          |
| C        | Frank Rietschel       | Erzgebirge Aue    |          |
| P        | Ingo Saager           | Lokomotive Lipsia |          |
| C        | Vidmantas Vysniauskas | Union Berlino     |          |
| D        | Steffen Ziffert       | Sciaffusa         |          |

| Cessioni | Cessioni        | Cessioni        | Cessioni |
| R.       | Nome            | a               | Modalità |
| -------- | --------------- | --------------- | -------- |
| C        | Sven Baum       | Dinamo Dresda   |          |
| A        | Carsten Klee    | Hansa Rostock   |          |
| P        | Thomas Köhler   | Dinamo Dresda   |          |
| C        | Jens König      | Carl Zeiss Jena |          |
| C        | Mario Nickeleit | Saarbrücken     |          |
| D        | Dirk Pfitzner   | Rot-Weiß Erfurt |          |
| D        | Carsten Sänger  | Carl Zeiss Jena |          |

### Sessione invernale
| Acquisti | Acquisti       | Acquisti          | Acquisti |
| R.       | Nome           | da                | Modalità |
| -------- | -------------- | ----------------- | -------- |
| C        | Sven Kaiser    | Hertha Berlino II |          |
| D        | Vidas Savickas | Panerys Vilnius   |          |

| Cessioni | Cessioni     | Cessioni      | Cessioni |
| R.       | Nome         | a             | Modalità |
| -------- | ------------ | ------------- | -------- |
| C        | Antoni Jeleń | Dinamo Dresda |          |

## Risultati

### Regionalliga

#### Girone di andata
| Arbitro: | Keßler |

|  |           |                                      |
|  | Marcatori | 32’ Thiemig 78’ Leitzke 89’ Nierlich |

| Arbitro: | Cyrklaff |

|  |           |                    |
|  | Marcatori | 6’ Lenz 90’ Bergen |

| Arbitro: | Spickenagel |

|             |           |                         |
| Eidtner 19’ | Marcatori | 17’ Leitzke 59’ Ziffert |

| Arbitro: | Heynemann |

|           |           |  |
| Jeleń 10’ | Marcatori |  |

| Arbitro: | Weise |

|                       |           |             |
| Schmidt 20’ Kunze 83’ | Marcatori | 88’ Thiemig |

| Arbitro: | Augar |

|                          |           |                                 |
| Leitzke 10’ Saalbach 70’ | Marcatori | 23’, 39’, 71’ Irrgang 84’ Kubis |

| Dresda 2 settembre 1995, ore 14:00 CEST 7ª giornata | Dinamo Dresda | 0 – 0 referto | Sachsen Lipsia | Rudolf-Harbig-Stadion (6 800 spett.)\| Arbitro: \| Fröhlich \| |
| Arbitro:                                            | Fröhlich      |               |                |                                                                |

| Arbitro: | Pleßke |

|                  |           |  |
| Hammermüller 38’ | Marcatori |  |

| Arbitro: | Heynemann |

|                |           |                 |
| Adler 59’, 63’ | Marcatori | 66’ Vysniauskas |

| Arbitro: | Blumenstein |

|  |           |          |
|  | Marcatori | 25’ Rank |

| Arbitro: | Robel |

|                                    |           |               |
| Golovan 9’ Ziffert 36’ Thiemig 42’ | Marcatori | 18’ Pronichev |

| Arbitro: | Wendorf |

|                          |           |                             |
| Barbarez 21’, 30’ (rig.) | Marcatori | 39’ Ziffert 77’ Vysniauskas |

| Arbitro: | Fleske |

|            |           |  |
| Golovan 7’ | Marcatori |  |

| Arbitro: | Feibig |

|                                 |           |                         |
| Herbst 5’ Sadriu 66’ Kuhlow 88’ | Marcatori | 20’ Golovan 60’ Leitzke |

| Arbitro: | Richter |

|                                         |           |           |
| Ziffert 65’ Vysniauskas 79’ Golovan 86’ | Marcatori | 80’ Große |

| Arbitro: | Weise |

|                      |           |  |
| Can 33’ Muschiol 45’ | Marcatori |  |

| Arbitro: | Habermann |

|                                      |           |                                       |
| Ziffert 10’ Golovan 27’ Nierlich 85’ | Marcatori | 16’ (aut.) Hammermüller 44’ Schiemann |

#### Girone di ritorno
| Arbitro: | Feibig |

|                                     |           |                 |
| Golovan 23’ Hammermüller 89’ (rig.) | Marcatori | 60’ Tolmatschev |

| Stendal 4 febbraio 1996, ore 14:00 CET 19ª giornata | Lok Stendal | 0 – 0 referto | Sachsen Lipsia | Wilhelm-Helfers-Kampfbahn (1 200 spett.)\| Arbitro: \| Toschek \| |
| Arbitro:                                            | Toschek     |               |                |                                                                   |

| Arbitro: | Kruse |

|                                    |           |  |
| Feetz 12’ Nierlich 64’ Leitzke 90’ | Marcatori |  |

| Arbitro: | Pleßke |

|                                                       |           |                              |
| Schulz 3’, 78’ (rig.) Thieme 8’ Schade 66’ Rambow 74’ | Marcatori | 31’, 81’ Golovan 46’ Leitzke |

| Arbitro: | Fleske |

|                 |           |           |
| Vysniauskas 83’ | Marcatori | 65’ Kunze |

| Arbitro: | Keßler |

|                                    |           |  |
| Benken 2’ Irrgang 72’ Woltmann 88’ | Marcatori |  |

| Lipsia 10 marzo 1996, ore 14:00 CET 24ª giornata | Sachsen Lipsia | 0 – 0 referto | Dinamo Dresda | Alfred-Kunze-Sportpark (6 869 spett.)\| Arbitro: \| Junghof \| |
| Arbitro:                                         | Junghof        |               |               |                                                                |

| Arbitro: | Augar |

|  |           |             |
|  | Marcatori | 25’ Golovan |

| Arbitro: | Wendorf |

|                         |           |        |
| Rietschel 17’ Feetz 77’ | Marcatori | 2’ Isa |

| Arbitro: | Spickenagel |

|                                             |           |                  |
| Nowak 9’ Hebestreit 21’ Wehrmann 55’ (rig.) | Marcatori | 48’, 78’ Golovan |

| Arbitro: | Habermann |

|  |           |                                         |
|  | Marcatori | 53’ Kaiser 61’ Hammermüller 77’ Golovan |

| Arbitro: | Robel |

|  |           |                             |
|  | Marcatori | 21’ (rig.), 31’ Frąckiewicz |

| Arbitro: | Sax |

|             |           |                    |
| Buschner 5’ | Marcatori | 58’ (rig.) Leitzke |

| Arbitro: | Kruse |

|                          |           |                                     |
| Nierlich 22’ Golovan 85’ | Marcatori | 48’ Cornelius 54’ Sadriu 75’ Kuhlow |

| Arbitro: | Cyrklaff |

|          |           |             |
| Große 8’ | Marcatori | 1’ Savickas |

| Arbitro: | Spickenagel |

|                    |           |               |
| Leitzke 20’ (rig.) | Marcatori | 8’ Holzbecher |

| Arbitro: | Simon |

|  |           |                                    |
|  | Marcatori | 5’ Leitzke 20’ Thiemig 63’ Golovan |

### Coppa di Germania
| Arbitro: | Fleischer |

|                      |           |               |
| Leitzke 3’ Gräfe 29’ | Marcatori | 63’ Wohlfarth |

| Arbitro: | Weber |

|  |           |                              |
|  | Marcatori | 37’ (rig.) Häßler 73’ Bender |

## Statistiche

### Statistiche di squadra
| Competizione         | Punti | In casa | In casa | In casa | In casa | In casa | In casa | In trasferta | In trasferta | In trasferta | In trasferta | In trasferta | In trasferta | Totale | Totale | Totale | Totale | Totale | Totale | DR |
| Competizione         | Punti | G       | V       | N       | P       | Gf      | Gs      | G            | V            | N            | P            | Gf           | Gs           | G      | V      | N      | P      | Gf     | Gs     | DR |
| -------------------- | ----- | ------- | ------- | ------- | ------- | ------- | ------- | ------------ | ------------ | ------------ | ------------ | ------------ | ------------ | ------ | ------ | ------ | ------ | ------ | ------ | -- |
| Regionalliga Nordest | 50    | 17      | 9       | 3       | 5       | 25      | 20      | 17           | 5            | 5            | 7            | 25           | 25           | 34     | 14     | 8      | 12     | 50     | 45     | +5 |
| Coppa di Germania    | -     | 2       | 1       | 0       | 1       | 2       | 3       | 0            | 0            | 0            | 0            | 0            | 0            | 2      | 1      | 0      | 1      | 2      | 3      | -1 |
| Totale               | 50    | 19      | 10      | 3       | 6       | 27      | 23      | 17           | 5            | 5            | 7            | 25           | 25           | 36     | 15     | 8      | 13     | 52     | 48     | +4 |

### Andamento in campionato
| Giornata  | 1 | 2 | 3 | 4 | 5 | 6 | 7 | 8 | 9 | 10 | 11 | 12 | 13 | 14 | 15 | 16 | 17 | 18 | 19 | 20 | 21 | 22 | 23 | 24 | 25 | 26 | 27 | 28 | 29 | 30 | 31 | 32 | 33 | 34 |
| --------- | - | - | - | - | - | - | - | - | - | -- | -- | -- | -- | -- | -- | -- | -- | -- | -- | -- | -- | -- | -- | -- | -- | -- | -- | -- | -- | -- | -- | -- | -- | -- |
| Luogo     | T | C | T | C | T | C | T | C | T | C  | C  | T  | C  | T  | C  | T  | C  | C  | T  | C  | T  | C  | T  | C  | T  | C  | T  | T  | C  | T  | C  | T  | C  | T  |
| Risultato | V | P | V | V | P | P | N | V | P | P  | V  | N  | V  | P  | V  | P  | V  | V  | N  | V  | P  | N  | P  | N  | V  | V  | P  | V  | P  | N  | P  | N  | N  | V  |
| Posizione | 3 | 8 | 4 | 3 | 5 | 7 | 9 | 7 | 9 | 9  | 8  | 9  | 7  | 7  | 7  | 7  | 7  | 6  | 6  | 6  | 6  | 6  | 6  | 7  | 6  | 6  | 6  | 6  | 6  | 6  | 6  | 7  | 7  | 6  |

Legenda:

Luogo: C = Casa; T = Trasferta. Risultato: V = Vittoria; N = Pareggio; P = Sconfitta.

### Statistiche dei giocatori
| Giocatore       | Regionalliga | Regionalliga | Regionalliga | Regionalliga | Coppa di Germania | Coppa di Germania | Coppa di Germania | Coppa di Germania | Totale   | Totale | Totale      | Totale     |
| Giocatore       | Presenze     | Reti         | Ammonizioni  | Espulsioni   | Presenze          | Reti              | Ammonizioni       | Espulsioni        | Presenze | Reti   | Ammonizioni | Espulsioni |
| --------------- | ------------ | ------------ | ------------ | ------------ | ----------------- | ----------------- | ----------------- | ----------------- | -------- | ------ | ----------- | ---------- |
| D. Arbeiter     | 0            | 0            | 0            | 0            | 1                 | 0                 | 0                 | 0                 | 1        | 0      | 0           | 0          |
| T. Feetz        | 34           | 2            | 5            | 1            | 2                 | 0                 | 0                 | 0                 | 36       | 2      | 5           | 1          |
| D. Fröhlich     | 8            | 0            | 0            | 0            | 1                 | 0                 | 0                 | 0                 | 9        | 0      | 0           | 0          |
| O. Golovan      | 31           | 14           | 9            | 0            | 1                 | 0                 | 0                 | 0                 | 32       | 14     | 9           | 0          |
| M. Gräfe        | 25           | 0            | 4            | 0            | 2                 | 1                 | 0                 | 0                 | 27       | 1      | 4           | 0          |
| S. Hammermüller | 33           | 3            | 2            | 0            | 2                 | 0                 | 1                 | 0                 | 35       | 3      | 3           | 0          |
| D. Havel        | 13           | 0            | 1            | 0            | 2                 | 0                 | 0                 | 0                 | 15       | 0      | 1           | 0          |
| A. Jeleń        | 17           | 1            | 4            | 0            | 1                 | 0                 | 0                 | 0                 | 18       | 1      | 4           | 0          |
| K. Jendrossek   | 28           | 0            | 10           | 0            | 1                 | 0                 | 0                 | 0                 | 29       | 0      | 10          | 0          |
| J. Kahdemann    | 12           | 0            | 0            | 0            | 0                 | 0                 | 0                 | 0                 | 12       | 0      | 0           | 0          |
| S. Kaiser       | 13           | 1            | 0            | 0            | 0                 | 0                 | 0                 | 0                 | 13       | 1      | 0           | 0          |
| H. Leitzke      | 31           | 9            | 0            | 0            | 2                 | 1                 | 1                 | 0                 | 33       | 10     | 1           | 0          |
| F. Nierlich     | 30           | 4            | 6            | 0            | 1                 | 0                 | 0                 | 0                 | 31       | 4      | 6           | 0          |
| R. Pellmann     | 0            | 0            | 0            | 0            | 0                 | 0                 | 0                 | 0                 | 0        | 0      | 0           | 0          |
| S. Raschke      | 3            | 0            | 0            | 0            | 0                 | 0                 | 0                 | 0                 | 3        | 0      | 0           | 0          |
| F. Rietschel    | 14           | 1            | 5            | 0            | 0                 | 0                 | 0                 | 0                 | 14       | 1      | 5           | 0          |
| I. Saager       | 24           | 0            | 0            | 0            | 1                 | 0                 | 1                 | 0                 | 25       | 0      | 1           | 0          |
| U. Saalbach     | 17           | 1            | 2            | 0            | 2                 | 0                 | 1                 | 0                 | 19       | 1      | 3           | 0          |
| V. Savickas     | 12           | 1            | 2            | 0            | 0                 | 0                 | 0                 | 0                 | 12       | 1      | 2           | 0          |
| R. Schilling    | 1            | 0            | 1            | 0            | 0                 | 0                 | 0                 | 0                 | 1        | 0      | 1           | 0          |
| F. Schöne       | 3            | 0            | 0            | 0            | 0                 | 0                 | 0                 | 0                 | 3        | 0      | 0           | 0          |
| A. Schönitz     | 0            | 0            | 0            | 0            | 0                 | 0                 | 0                 | 0                 | 0        | 0      | 0           | 0          |
| J. Thiemig      | 27           | 4            | 5            | 0            | 2                 | 0                 | 1                 | 0                 | 29       | 4      | 6           | 0          |
| V. Vysniauskas  | 27           | 4            | 6            | 0            | 2                 | 0                 | 0                 | 0                 | 29       | 4      | 6           | 0          |
| J. Wunderlich   | 1            | 0            | 0            | 0            | 0                 | 0                 | 0                 | 0                 | 1        | 0      | 0           | 0          |
| S. Ziffert      | 29           | 5            | 9            | 1            | 2                 | 0                 | 1                 | 0                 | 31       | 5      | 10          | 1          |